# Беганский, Павел Викентьевич
Па́вел Вике́нтьевич Бега́нский (род. 9 января 1981, Людвиново, Минская область) — белорусский футболист, центральный нападающий.
С БАТЭ завоевал второе в истории клуба золото в 2002 году. В том сезоне Павел забил 4 мяча, часто появляясь в основном составе, в том числе провел все 120 минут в золотом матче против «Немана». В следующем сезоне Беганский отличился 16 раз в 27 встречах. Беганский покинул клуб в 2004 году, перейдя в МТЗ-РИПО. Выступал также в Казахстане за «Женис» и «Тобол», в Румынии — за «Оцелул», на Украине — за «Ильичёвец».

## Достижения

### Командные достижения
БАТЭ
- Бронзовый призёр чемпионата Беларуси: 2001
- Чемпион Беларуси: 2002
- Серебряный призёр чемпионата Беларуси: 2003

Шахтёр (Солигорск)
- Бронзовый призёр чемпионата Беларуси: 2006

Тобол
- Чемпион Казахстана: 2010

### Личные достижения
БАТЭ
- Включен в список «22 лучших футболиста чемпионата» (2003)